# Републикански път III-4041
Републикански път IIІ-4041 е третокласен път, част от Републиканската пътна мрежа на България, преминаващ изцяло по територията на Габровска област. Дължината му е 31,2 km.
Пътят се отклонява наляво при 5,7 km на Републикански път III-404 в източната (промишлена) част на град Севлиево и се насочва на изток през хълмистата част на Средния Предбалкан. Преминава между селата Ловнидол на север и Търхово на юг, след което навлиза в Община Дряново. Тук пътят преминава през през центъра на село Янтра, слиза в дълбоката, каньоновидна долина на река Янтра и продължава на изток по северните полегати склонове на платото Стражата. Преминава през селата Скалско и Геша и в най-западната част на град Дряново се свързва с Републикански път I-5 при неговия 127,8 km.
| Пътища, отклоняващи се надясно (населено място, № на пътя, посока на пътя) | km   | Пътища, отклоняващи се наляво (посока на пътя, № на пътя, населено място) |
| -------------------------------------------------------------------------- | ---- | ------------------------------------------------------------------------- |
| Община Севлиево, III-404, 5,7 km, гр. Севлиево ←                           | 0,0  | ← гр. Севлиево, 5,7 km, III-404, Община Севлиево                          |
| (за с. Яворец) общински път ←                                              | 0,4  |                                                                           |
| (за с. Търхово) общински път ←                                             | 12,2 | → общински път (за с. Ловнидол)                                           |
| (от гр. Габрово) III-4403, 16,5 km →                                       | 13,7 | → общински път (за с. Ловнидол)                                           |
| Община Дряново                                                             | 16   | Община Дряново                                                            |
|                                                                            | 18,0 | ← 12,8 km, III-406 (от 98 km на I-4)                                      |
| с. Янтра                                                                   | 18,8 | с. Янтра                                                                  |
| (от с. Донино) III-5002, 11,3 km, с. Скалско →                             | 25,0 | → с. Скалско, 11,3 km, III-5002 (до с. Гостилица)                         |
| с. Скалско                                                                 | 25,4 | → с. Скалско, общински път (за с. Караиванца)                             |
| (за с. Карали) общински път ←                                              | 28,5 |                                                                           |
|                                                                            | 28,7 | → общински път (за с. Караиванца)                                         |
|                                                                            | 28,8 | → общински път (за с. Ритя)                                               |
|                                                                            | 30   | → общински път (за с. Балалея)                                            |
| с. Геша                                                                    | 31   | с. Геша                                                                   |
| (до ГКПП Маказа - Нимфея) I-5, 127,8 km, гр. Дряново ←                     | 31,2 | ← гр. Дряново, 127,8 km, I-5 (от гр. Русе)                                |